# وانغ يونغبو
وانغ يونغبو (بالصينية: 王永珀) (مواليد 19 يناير 1987) هو لاعب كرة قدم صيني يجيد اللعب كلاعب وسط لصالح نادي شاندونغ لونينغ ومنتخب الصين.

## روابط خارجية
- وانغ يونغبو على موقع الاتحاد الدولي (مؤرشف)  (الإنجليزية)
- وانغ يونغبو على موقع قاعدة بيانات كرة القدم.إي يو (الإنجليزية)
- وانغ يونغبو على موقع ناشيونال فوتبول تيمز (الإنجليزية)
- وانغ يونغبو على موقع Soccerway.com (الإنجليزية)
- وانغ يونغبو على موقع عالم كرة القدم.نت (الإنجليزية)
- وانغ يونغبو على موقع كووورة
- وانغ يونغبو على موقع اللجنة الأولمبية الصينية (الإنجليزية)